# Bourse d'Irak

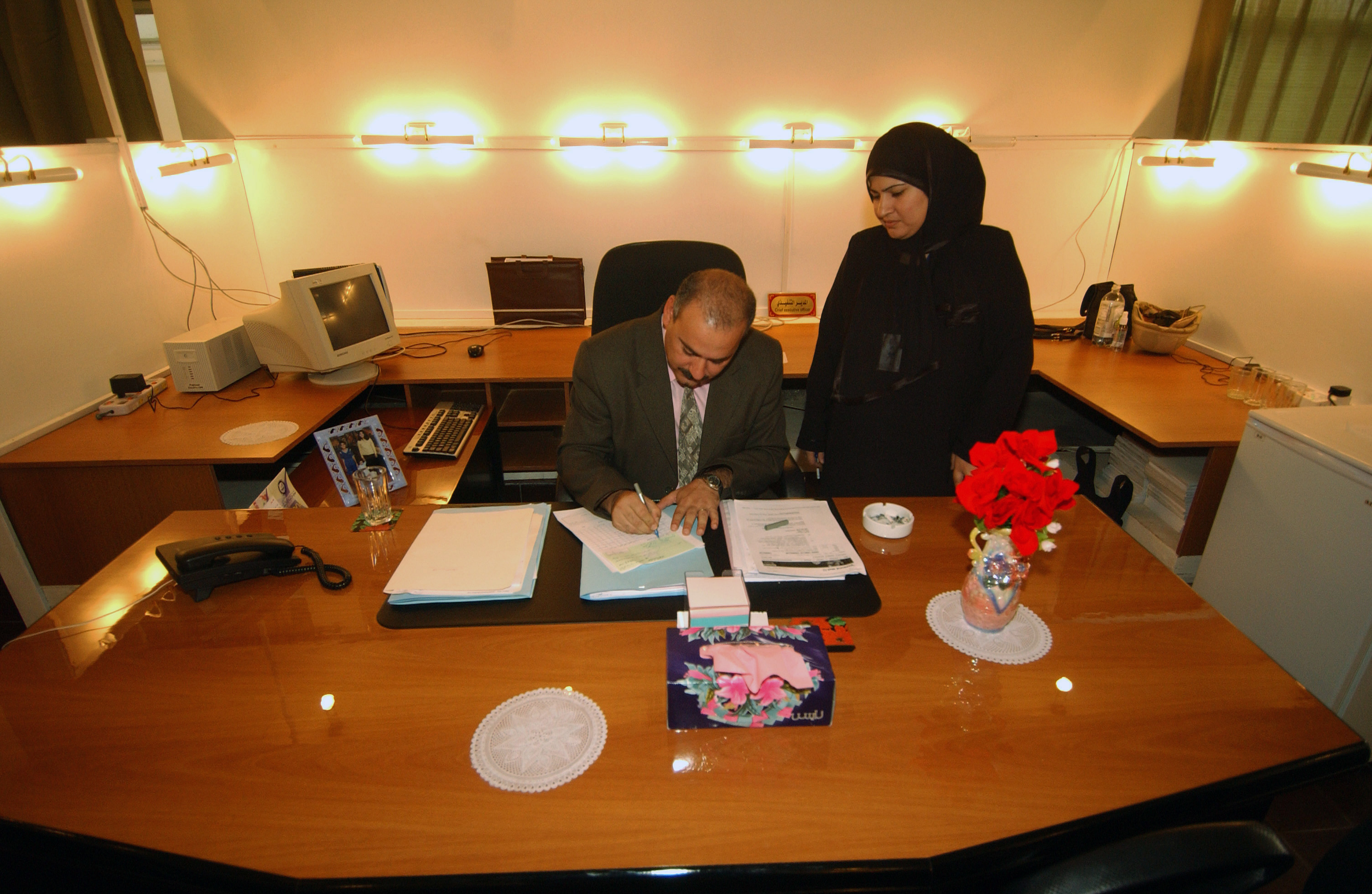
Les responsables de la Bourse d'Irak

La Bourse d’Irak, anciennement connue sous le nom de « Bourse de Bagdad », est la seule bourse du pays. Située à Bagdad, elle compte plus de 100 compagnies.

## Histoire
En 2007 sa capitalisation boursière était de 1,7 milliard de Dollars. Elle était de 10 milliards à l'époque de Saddam Hussein.
Elle a longtemps fonctionné de façon manuelle, mais la cotation électronique à être introduite vers la fin 2008.